# أواك بارك (جورجيا)
أواك بارك (بالإنجليزية: Oak Park, Georgia)‏ هي بلدة تقع في مقاطعة إمانيوويل، جورجيا بولاية جورجيا في الولايات المتحدة. تبلغ مساحتها 18.6 (كم²)، وترتفع عن سطح البحر 79 م، بلغ عدد سكانها 366 نسمة في عام 2000 حسب إحصاء مكتب تعداد الولايات المتحدة وتصل الكثافة السكانية فيها 19.7 نسمة/كم2.

## وصلات خارجية
- The US50 - Cities and Towns in Georgia State
- Georgia Cities and Towns, Facts, Map, Flag, Colleges, Government, and More